# Crabcatcher Lagoon
Crabcatcher Lagoon är en sjö i Belize. Det ligger i distriktet Orange Walk, i den centrala delen av landet, 50 km norr om huvudstaden Belmopan.